# Protaphis terraealbae
Protaphis terraealbae är en insektsart. Protaphis terraealbae ingår i släktet Protaphis och familjen långrörsbladlöss. Inga underarter finns listade i Catalogue of Life.